# Jeune Peinture Belge
Jeune Peinture Belge (pol. Młode Malarstwo Belgijskie) – grupa artystów belgijskich działająca w latach 1945–1948. Została założona przez miłośnika sztuki René Lusta i krytyka sztuki Roberta L. Delevoya. Celem grupy było promowanie młodych malarzy i rzeźbiarzy poprzez organizację wystaw za granicą oraz w kraju (m.in. wystawa w Palais des Beaux-Arts w Brukseli 1947 rok). Grupa skupiała artystów uprawiających malarstwo figuratywne, abstrakcję geometryczną, ekspresjonistów i surrealistów, których w czasie niemieckiej okupacji podczas II wojny światowej zainteresowała sztuka nierealistyczna i którzy tworzyli pod wpływem Jamesa Ensora oraz Jeana Brusselmansa.
Po śmierci Lusta grupa rozpadła się. Pozostała przyznawana co roku nagroda Jeune Peinture Belge (w 1950 roku otrzymał ją Pierre Alechinsky). Spadkobiercą ugrupowania była utworzona w 1952 roku Art Abstrait.